# Відбірковий турнір до чемпіонату Європи з футболу серед молодіжних команд 2011. Група 10
Група 10 у відбірковому турнірі, в якій брали участь молодіжні збірні таких країн, як Албанія, Австрія, Азербайджан, Білорусь і Шотландія.

## Турнірна таблиця
| Команда     | І | В | Н | П | ГЗ | ГП | РГ  | О  |
| ----------- | - | - | - | - | -- | -- | --- | -- |
| Шотландія   | 8 | 5 | 2 | 1 | 16 | 7  | +9  | 17 |
| Білорусь    | 8 | 5 | 2 | 1 | 16 | 11 | +5  | 17 |
| Австрія     | 8 | 4 | 2 | 2 | 17 | 11 | +6  | 14 |
| Албанія     | 8 | 1 | 1 | 6 | 11 | 20 | -9  | 4  |
| Азербайджан | 8 | 1 | 1 | 6 | 8  | 19 | -11 | 4  |

Кваліфікація
- Шотландія і Білорусь забезпечили собі місця у плей-оф кваліфікації.
- Австрія і Албанія вибули.
- Азербайджан зайняв останнє місце у групі.

## Матчі
| 28 березня 2009 15:30 CET |

| Албанія | 0:1        | Шотландія          |
| ------- | ---------- | ------------------ |
|         | Звіт матчу | Магвайр 85 (пен.)' |

| Ruzhdi Bizhuta, Ельбасан Арбітр: Думітру Авреліан Багачу ( Румунія) |

| 1 квітня 2009 18:30 CET |

| Шотландія                                                   | 5:2        | Албанія           |
| ----------------------------------------------------------- | ---------- | ----------------- |
| Гудвіллі 36' Магвайр 51' Шинні 54' Мерфі 75' Мак-Гінн 90+1' | Звіт матчу | Хука 73' Віла 89' |

| Фолкерк, Фолкерк Арбітр: Шандор Сабо ( Угорщина) |

| 12 серпня 2009 16:00 CET |

| Білорусь                 | 2:1        | Австрія     |
| ------------------------ | ---------- | ----------- |
| Юрченко 6' Филипенко 60' | Звіт матчу | Байхлер 30' |

| Gorodskoi, Молодечно Арбітр: Владо Свилокос ( Хорватія) |

| 5 вересня 2009 16:30 CET |

| Албанія              | 1:0        | Азербайджан |
| -------------------- | ---------- | ----------- |
| Е. Гулієв 63 (авт.)' | Звіт матчу |             |

| Niko Dovana, Дуррес Арбітр: Стефано Подескі ( Сан-Марино) |

| 5 вересня 2009 18:00 CET |

| Австрія    | 1:0        | Шотландія |
| ---------- | ---------- | --------- |
| Вайман 57' | Звіт матчу |           |

| Bundesstadion Südstadt, Maria Enzersdorf Арбітр: Том-Гаральд Хаген ( Норвегія) |

| 9 вересня 2009 16:00 CET |

| Азербайджан                 | 2:3        | Білорусь                           |
| --------------------------- | ---------- | ---------------------------------- |
| Абдуллаєв 26' Наріманов 66' | Звіт матчу | Сіваков 36' Карпович 43' Рекіш 56' |

| Тофік Бахрамов, Баку Арбітр: Маріо Влк ( Словаччина) |

| 9 вересня 2009 19:00 CET |

| Австрія                | 3:1        | Албанія  |
| ---------------------- | ---------- | -------- |
| Нухів 3' 13' Вайман 5' | Звіт матчу | Роші 41' |

| Franz Fürst, Wiener Neudorf Арбітр: Артем Кучин ( Казахстан) |

| 10 жовтня 2009 16:00 CET |

| Азербайджан  | 1:2        | Австрія                                |
| ------------ | ---------- | -------------------------------------- |
| Солтанов 34' | Звіт матчу | Марграйттер 90 (пен.)' Грюнвальд 90+3' |

| Тофік Бахрамов, Баку Арбітр: Мейр Леві ( Ізраїль) |

| 10 жовтня 2009 16:00 CET |

| Шотландія   | 1:0        | Білорусь |
| ----------- | ---------- | -------- |
| Мерфі 90+2' | Звіт матчу |          |

| Saint Mirren Park, Пейслі Арбітр: Русмир Мркович ( Боснія і Герцеговина) |

| 14 жовтня 2009 13:00 CET |

| Білорусь                                 | 4:2        | Албанія            |
| ---------------------------------------- | ---------- | ------------------ |
| Нехайчик 25' Воронков 38' 72' Скавиш 41' | Звіт матчу | Янузі 75' Хюса 78' |

| Gorodskoi, Молодечно Арбітр: Йоганнес Вальгейрссон ( Ісландія) |

| 13 листопада 2009 13:00 CET |

| Албанія            | 2:2        | Австрія                          |
| ------------------ | ---------- | -------------------------------- |
| Сюкай 20' Роші 50' | Звіт матчу | Саміна 52 (авт.)' Першталлер 79' |

| Кемал Штафа, Тирана Арбітр: Томаш Мікульський ( Польща) |

| 14 листопада 2009 15:00 CET |

| Азербайджан | 0:4        | Шотландія                        |
| ----------- | ---------- | -------------------------------- |
|             | Звіт матчу | Мерфі 26' 54' Арфілд 36' Лой 83' |

| Тофік Бахрамов, Баку Арбітр: Драгомир Станкович ( Сербія) |

| 17 листопада 2009 13:00 CET |

| Албанія  | 1:2        | Білорусь      |
| -------- | ---------- | ------------- |
| Роші 76' | Звіт матчу | Скавиш 8' 38' |

| Niko Dovana, Дуррес Арбітр: Жером Лапер'є ( Швейцарія) |

| 18 листопада 2009 17:00 CET |

| Австрія                      | 4:0        | Азербайджан |
| ---------------------------- | ---------- | ----------- |
| Нухів 10' 19' 79' Вайман 83' | Звіт матчу |             |

| Franz Fürst, Wiener Neudorf Арбітр: Олександр Гвардіс ( Росія) |

| 2 березня 2010 20:30 CET |

| Шотландія                       | 2:2        | Азербайджан               |
| ------------------------------- | ---------- | ------------------------- |
| Магвайр 32 (пен.)' Гріффітс 66' | Звіт матчу | Гаджієв 13' Абдуллаєв 65' |

| Фолкерк, Фолкерк Арбітр: Кім-Анрі Йонсен ( Норвегія) |

| 11 серпня 2010 19:00 CET |

| Австрія                                       | 3:3        | Білорусь                  |
| --------------------------------------------- | ---------- | ------------------------- |
| Нухів 28' Арнаутович 35 (пен.)' Грюнвальд 44' | Звіт матчу | Сіваков 31' Рекіш 75' 90' |

| Вальдштадіон, Пашинг Арбітр: Карлос Клос Гомес ( Іспанія) |

| 3 вересня 2010 17:00 CET |

| Білорусь     | 1:1        | Шотландія          |
| ------------ | ---------- | ------------------ |
| Нехайчик 36' | Звіт матчу | Магвайр 64 (пен.)' |

| Міський, Борисов Арбітр: Антті Мунукка ( Фінляндія) |

| 4 вересня 2010 16:00 CET |

| Азербайджан                          | 3:2        | Албанія                 |
| ------------------------------------ | ---------- | ----------------------- |
| Солтанов 17' Сеїдов 37' Гурбанов 43' | Звіт матчу | Цикаллеші 45' Балай 87' |

| Тофік Бахрамов, Баку Арбітр: Маріос Панаї ( Кіпр) |

| 7 вересня 2010 17:00 CET |

| Білорусь     | 1:0        | Азербайджан |
| ------------ | ---------- | ----------- |
| Нехайчик 76' | Звіт матчу |             |

| Міський, Борисов Арбітр: Ставрос Тріцоніс ( Греція) |

| 7 вересня 2010 17:00 CET |

| Шотландія              | 2:1        | Австрія        |
| ---------------------- | ---------- | -------------- |
| Беннан 29' Магвайр 89' | Звіт матчу | Арнаутович 10' |

| Піттодрі, Абердин Арбітр: Антоні Готьє ( Франція) |

## Бомбардири
Станом на 7 вересня було забито 68 голів за 20 матчів, в середньому 3,4 гола за гру.
| Поз. | Гравець              | Країна      | Голи |
| ---- | -------------------- | ----------- | ---- |
| 1    | Атдхе Нухів          | Австрія     | 6    |
| 1    | Крістофер Магвайр    | Шотландія   | 6    |
| 2    | Джеймі Мерфі         | Шотландія   | 5    |
| 3    | Андреас Вайман       | Австрія     | 3    |
| 3    | Дмитро Рекіш         | Білорусь    | 3    |
| 3    | Одісе Роші           | Албанія     | 3    |
| 3    | Володимир Юрченко    | Білорусь    | 3    |
| 3    | Максим Скавиш        | Білорусь    | 3    |
| 3    | Павло Нехайчик       | Білорусь    | 3    |
| 4    | Араз Абдуллаєв       | Азербайджан | 2    |
| 4    | Марко Арнаутович     | Австрія     | 2    |
| 4    | Александер Грюнвальд | Австрія     | 2    |
| 4    | Бахтіяр Солтанов     | Азербайджан | 2    |
| 4    | Андрій Воронков      | Білорусь    | 2    |
| 4    | Михайло Сіваков      | Білорусь    | 2    |